# Cremastocheilus nitens
Cremastocheilus nitens är en skalbaggsart som beskrevs av Leconte 1853. Cremastocheilus nitens ingår i släktet Cremastocheilus och familjen Cetoniidae. Inga underarter finns listade i Catalogue of Life.